# Wereldkampioenschap rugby 2007
Het wereldkampioenschap rugby 2007 werd in Frankrijk gehouden van 7 september tot 20 oktober 2007. Er werd in 48 wedstrijden verspreid over 44 dagen door twintig landen gestreden om de Webb Ellis Cup. De titelverdediger was Engeland. Het wereldkampioenschap werd voor de zesde keer gehouden.
Zuid-Afrika won het wereldkampioenschap van Engeland met 15–6.

## Speelsteden
Er werd in twaalf verschillende stadions gespeeld, tien in Frankrijk, één in Wales (Cardiff) en één in Schotland (Edinburgh). Zowel de openingswedstrijd als de finale werden gespeeld in het Stade de France.
In vergelijking met voorgaande wereldkampioenschappen waren er beduidend meer zitplaatsen beschikbaar. Er konden gemiddeld 51.714 mensen de wedstrijd volgen in het stadion. Bovendien had het kleinste stadion al een capaciteit van bijna 35.000 mensen.
| Stad          | Stadion                 | Capaciteit | Aantal wedstrijden |
| ------------- | ----------------------- | ---------- | ------------------ |
| Saint-Denis   | Stade de France         | 80.000     | 7                  |
| Cardiff       | Millennium Stadium      | 72.000     | 4                  |
| Edinburgh     | Murrayfield             | 67.800     | 2                  |
| Marseille     | Stade Vélodrome         | 60.031     | 6                  |
| Parijs        | Parc des Princes        | 48.527     | 5                  |
| Lens          | Stade Félix Bollaert    | 41.649     | 3                  |
| Lyon          | Stade Gerland           | 41.044     | 3                  |
| Nantes        | Stade de la Beaujoire   | 38.285     | 3                  |
| Toulouse      | Stadium Municipal       | 36.550     | 4                  |
| Saint-Étienne | Stade Geoffroy-Guichard | 35.616     | 3                  |
| Montpellier   | Stade de la Mosson      | 35.500     | 4                  |
| Bordeaux      | Stade Chaban-Delmas     | 34.462     | 4                  |

## Kwalificatie

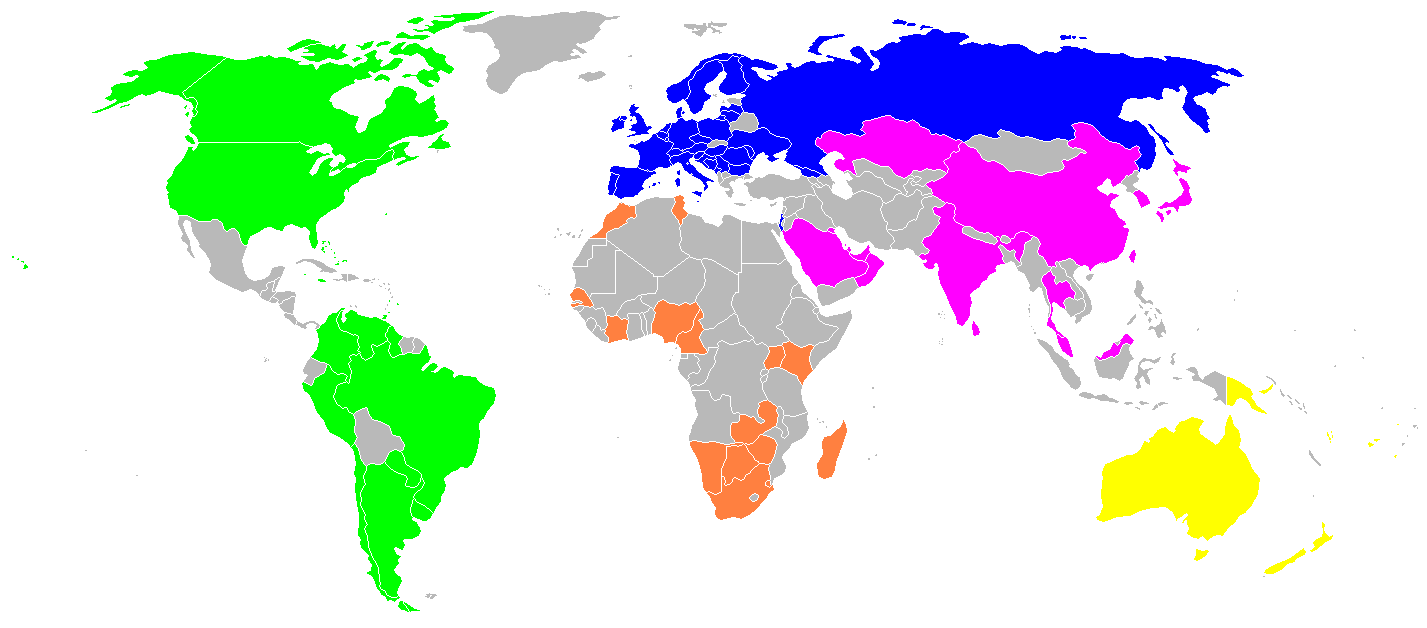
Deelnemende landen in de kwalificatie en de landen die automatisch geplaatst zijn; Azië (paars), Afrika (oranje), Amerika (groen), Europa (blauw) and Oceanië (geel). In totaal deden er meer dan 90 landen mee.

De acht kwartfinalisten van het Wereldkampioenschap 2003 plaatsen zich automatisch voor het WK, waar de rest van de wereld strijd om de laatste 12 plaatsen. Tien van de twaalf plaatsen komen uit regionale competities en de laatste twee door intercontinentale play-offs. De regionale kwalificatie was verdeeld over vijf regio's: Afrika, Amerika, Azië, Europa en Oceanië. De kwalificatie begin in 2004 en werd begin 2007 afgerond. Inclusief de automatisch geplaatste landen deden er meer dan 90 landen mee aan de kwalificatie.
In juli 2005, zowel Samoa als Fiji plaatste zich voor het Wereldkampioenschap in Oceanië voor de plekken van Oceanië 1 en Oceanië 2. In juli 2006 wist Argentinië zich te plaatsen voor het WK op de plek van Amerika 1. De plek voor Amerika 2 werd bezet in augustus door Canada. De Verenigde Staten plaatsen zich als laatste Amerikaans team voor het WK. In die maand wist ook Italië zich te plaatsen voor het WK op de plek van Europa 1, Roemenië kwalificeerde zich op de plek van Europa 2 voor het WK.
Namibië kwalificeerde zich voor de derde keer op rij voor het WK op de plek voor Afrika. Japan won het kwalificatietoernooi in Azië en kwalificeerde zich zodoende voor het WK. Georgië wist de laatste plek voor Europa te claimen en kwalificeerde zich zodoende voor het WK. Tonga kwalificeerde zich via de intercontinentale play-offs door Korea te verslaan. De laatste plek voor het WK werd beslist in de intercontinentale play-offs tussen Portugal en Uruguay. Portugal wist de laatste plek te bemachtigen in de play-offs. Hiermee werd Portugal de enige volledige amateur team die zich wist te plaatsen voor het WK.
| Afrika                                     | Amerika                                                                      | Europa | Oceanië/Azië |
| ------------------------------------------ | ---------------------------------------------------------------------------- | --- | --- |
| - Namibië (Afrika) - Zuid-Afrika (WK 2003) | - Argentinië (Amerika 1) - Canada (Amerika 2) - Verenigde Staten (Amerika 3) | - Engeland (WK 2003) - Frankrijk (WK 2003) - Ierland (WK 2003) - Italië (Europa 1) - Roemenië (Europa 2) - Schotland (WK 2003) - Georgië (Europa 3) - Portugal (Play-offs 1) - Wales (WK 2003) | - Australië (WK 2003) - Fiji (Oceanië 2) - Nieuw-Zeeland (WK 2003) - Samoa (Oceanië 1) - Tonga (Play-offs 2) - Japan (Azië) |

## Groepsfase

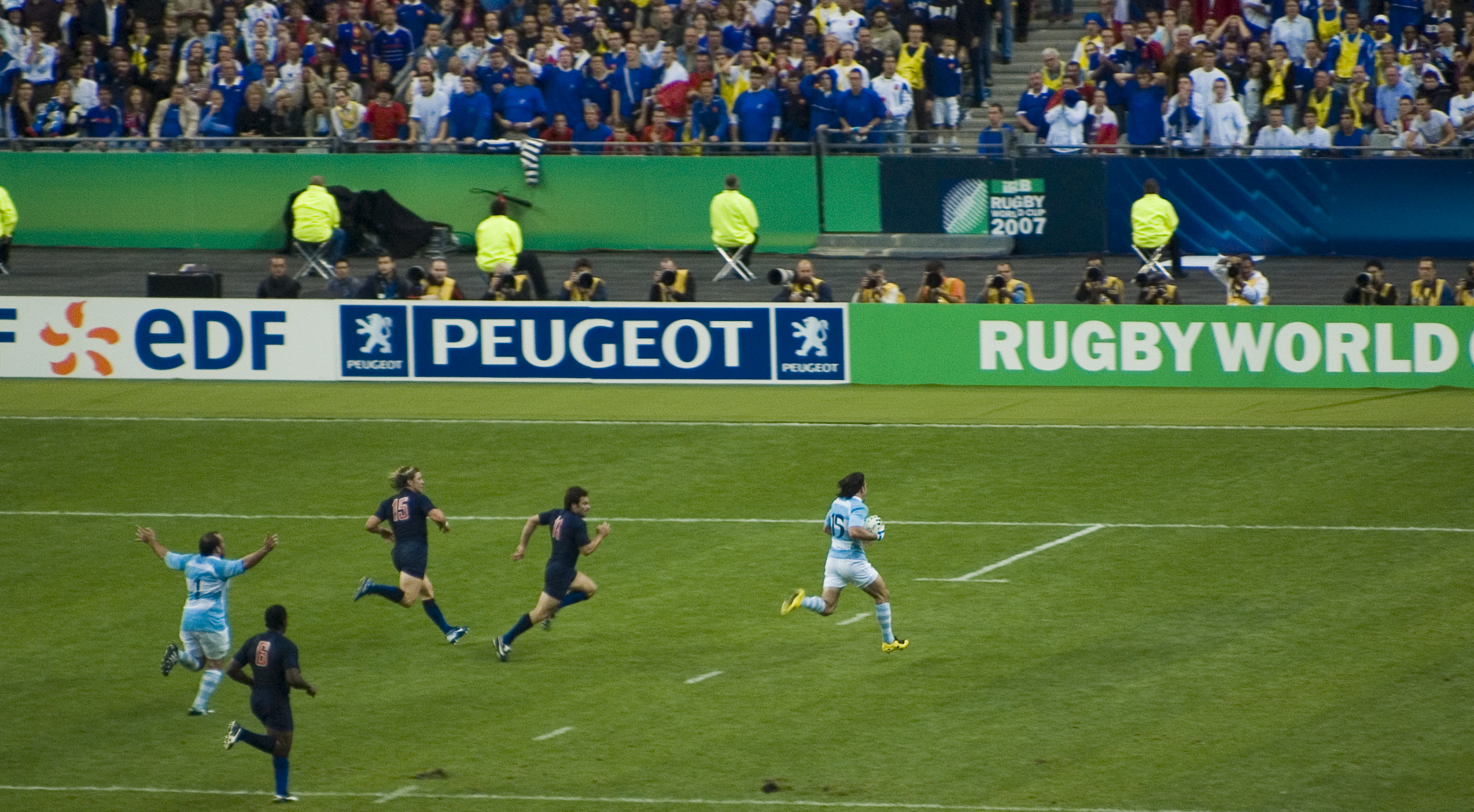
Argentinië wint verrassend de openingswedstrijd van Frankrijk. Ignacio Corleto scoort de eerste try van het toernooi.

De twintig deelnemende landen waren verdeeld over vier groepen van elk vijf landen. In elke groep zat een halvefinalist van het vorig wereldkampioenschap en een kwartfinalist. De andere plaatsen waren gevuld met landen uit het kwalificatietoernooi. De deelnemers speelden één keer tegen alle tegenstanders uit de groep.
Voor een winstpartij kreeg een land vier punten, bij gelijkspel twee punten en bij verlies kreeg men geen punten. Hiernaast konden landen ook bonuspunten verdienen per wedstrijd. Als een land in een wedstrijd vier of meer try's scoorde kreeg men één bonuspunt, ongeacht het resultaat van de wedstrijd. Als een land met zeven of minder doelpunten verschil verloor, dan verdiende het land één bonuspunt. De bonuspunten werden opgeteld bij de wedstrijdpunten. Het land met de meeste punten werd groepswinnaar en ging door naar de knock-outfase. Ook de nummers twee van elke groep gingen door naar de volgende ronde.
Anders dan voor dit wereldkampioenschap zullen er voor het wereldkampioenschap rugby 2011 twaalf landen automatisch gekwalificeerd zijn. De drie beste landen van elke groep kwalificeren zich voor het volgende wereldkampioenschap.

### Groep A
| Plaats | Land             | Wedstrijden | Wedstrijden | Wedstrijden | Wedstrijden | Doelpunten | Doelpunten | Doelpunten | Bonus punten | Punten |
| Plaats | Land             | gespeeld    | winst       | gelijk      | verlies     | voor       | tegen      | saldo      | Bonus punten | Punten |
| ------ | ---------------- | ----------- | ----------- | ----------- | ----------- | ---------- | ---------- | ---------- | ------------ | ------ |
| 1      | Zuid-Afrika      | 4           | 4           | 0           | 0           | 189        | 47         | 142        | 3            | 19     |
| 2      | Engeland         | 4           | 3           | 0           | 1           | 108        | 88         | 20         | 2            | 14     |
| 3      | Tonga            | 4           | 2           | 0           | 2           | 89         | 96         | −7         | 1            | 9      |
| 4      | Samoa            | 4           | 1           | 0           | 3           | 69         | 143        | −74        | 1            | 5      |
| 5      | Verenigde Staten | 4           | 0           | 0           | 4           | 61         | 142        | −81        | 1            | 1      |

| Datum               |                  | Uitslag |                  | Stadion                 | Plaats        |
| ------------------- | ---------------- | ------- | ---------------- | ----------------------- | ------------- |
| 8 september, 18:00  | Engeland         | 28–10   | Verenigde Staten | Stade Félix Bollaert    | Lens          |
| 9 september, 16:00  | Zuid-Afrika      | 59–7    | Samoa            | Parc des Princes        | Parijs        |
| 12 september, 14:00 | Verenigde Staten | 15–25   | Tonga            | Stade de la Mosson      | Montpellier   |
| 14 september, 21:00 | Engeland         | 0–36    | Zuid-Afrika      | Stade de France         | Saint-Denis   |
| 16 september, 16:00 | Samoa            | 15–19   | Tonga            | Stade de la Mosson      | Montpellier   |
| 22 september, 14:00 | Zuid-Afrika      | 30–25   | Tonga            | Stade Félix Bollaert    | Lens          |
| 22 september, 16:00 | Engeland         | 44–22   | Samoa            | Stade de la Beaujoire   | Nantes        |
| 26 september, 20:00 | Samoa            | 25–21   | Verenigde Staten | Stade Geoffroy-Guichard | Saint-Étienne |
| 28 september, 21:00 | Engeland         | 36–20   | Tonga            | Parc des Princes        | Parijs        |
| 30 september, 20:00 | Zuid-Afrika      | 64–15   | Verenigde Staten | Stade de la Mosson      | Montpellier   |

### Groep B
| Plaats | Land      | Wedstrijden | Wedstrijden | Wedstrijden | Wedstrijden | Doelpunten | Doelpunten | Doelpunten | Bonus punten | Punten |
| Plaats | Land      | gespeeld    | winst       | gelijk      | verlies     | voor       | tegen      | saldo      | Bonus punten | Punten |
| ------ | --------- | ----------- | ----------- | ----------- | ----------- | ---------- | ---------- | ---------- | ------------ | ------ |
| 1      | Australië | 4           | 4           | 0           | 0           | 215        | 41         | 174        | 4            | 20     |
| 2      | Fiji      | 4           | 3           | 0           | 1           | 114        | 136        | −22        | 3            | 15     |
| 3      | Wales     | 4           | 2           | 0           | 2           | 168        | 105        | 63         | 4            | 12     |
| 4      | Japan     | 4           | 0           | 1           | 3           | 64         | 210        | −146       | 1            | 3      |
| 5      | Canada    | 4           | 0           | 1           | 3           | 51         | 120        | −69        | 0            | 2      |

| Datum               |           | Uitslag |           | Stadion               | Plaats      |
| ------------------- | --------- | ------- | --------- | --------------------- | ----------- |
| 8 september, 15:45  | Australië | 91–3    | Japan     | Stade Gerland         | Lyon        |
| 9 september, 14:00  | Wales     | 42–17   | Canada    | Stade de la Beaujoire | Nantes      |
| 12 september, 18:00 | Japan     | 31–35   | Fiji      | Stadium Municipal     | Toulouse    |
| 15 september, 15:00 | Wales     | 20–32   | Australië | Millennium Stadium    | Cardiff     |
| 16 september, 14:00 | Fiji      | 29–16   | Canada    | Millennium Stadium    | Cardiff     |
| 20 september, 21:00 | Wales     | 72–18   | Japan     | Millennium Stadium    | Cardiff     |
| 23 september, 14:30 | Australië | 55–12   | Fiji      | Stade de la Mosson    | Montpellier |
| 25 september, 18:00 | Canada    | 12–12   | Japan     | Stade Chaban-Delmas   | Bordeaux    |
| 29 september, 15:00 | Australië | 37–6    | Canada    | Stade Chaban-Delmas   | Bordeaux    |
| 29 september, 17:00 | Wales     | 34–38   | Fiji      | Stade de la Beaujoire | Nantes      |

### Groep C
| Plaats | Land          | Wedstrijden | Wedstrijden | Wedstrijden | Wedstrijden | Doelpunten | Doelpunten | Doelpunten | Bonus punten | Punten |
| Plaats | Land          | gespeeld    | winst       | gelijk      | verlies     | voor       | tegen      | saldo      | Bonus punten | Punten |
| ------ | ------------- | ----------- | ----------- | ----------- | ----------- | ---------- | ---------- | ---------- | ------------ | ------ |
| 1      | Nieuw-Zeeland | 4           | 4           | 0           | 0           | 309        | 35         | 274        | 4            | 20     |
| 2      | Schotland     | 4           | 3           | 0           | 1           | 116        | 66         | 50         | 2            | 14     |
| 3      | Italië        | 4           | 2           | 0           | 2           | 85         | 117        | −32        | 1            | 9      |
| 4      | Roemenië      | 4           | 1           | 0           | 3           | 40         | 161        | −121       | 1            | 5      |
| 5      | Portugal      | 4           | 0           | 0           | 4           | 38         | 209        | −171       | 1            | 1      |

| Datum               |               | Uitslag |               | Stadion                 | Plaats        |
| ------------------- | ------------- | ------- | ------------- | ----------------------- | ------------- |
| 8 september, 13:45  | Nieuw-Zeeland | 76–14   | Italië        | Stade Vélodrome         | Marseille     |
| 9 september, 18:00  | Schotland     | 56–10   | Portugal      | Stade Geoffroy-Guichard | Saint-Étienne |
| 12 september, 20:00 | Italië        | 24–18   | Roemenië      | Stade Vélodrome         | Marseille     |
| 15 september, 13:00 | Nieuw-Zeeland | 108–13  | Portugal      | Stade Gerland           | Lyon          |
| 18 september, 21:00 | Schotland     | 42–0    | Roemenië      | Murrayfield             | Edinburgh     |
| 19 september, 20:00 | Italië        | 31–5    | Portugal      | Parc des Princes        | Parijs        |
| 23 september, 17:00 | Schotland     | 0–40    | Nieuw-Zeeland | Murrayfield             | Edinburgh     |
| 25 september, 20:00 | Roemenië      | 14–10   | Portugal      | Stadium Municipal       | Toulouse      |
| 29 september, 13:00 | Nieuw-Zeeland | 85–8    | Roemenië      | Stadium Municipal       | Toulouse      |
| 29 september, 21:00 | Schotland     | 18–16   | Italië        | Stade Geoffroy-Guichard | Saint-Étienne |

### Groep D
| Plaats | Land       | Wedstrijden | Wedstrijden | Wedstrijden | Wedstrijden | Doelpunten | Doelpunten | Doelpunten | Bonus punten | Punten |
| Plaats | Land       | gespeeld    | winst       | gelijk      | verlies     | voor       | tegen      | saldo      | Bonus punten | Punten |
| ------ | ---------- | ----------- | ----------- | ----------- | ----------- | ---------- | ---------- | ---------- | ------------ | ------ |
| 1      | Argentinië | 4           | 4           | 0           | 0           | 143        | 33         | 110        | 2            | 18     |
| 2      | Frankrijk  | 4           | 3           | 0           | 1           | 188        | 37         | 151        | 3            | 15     |
| 3      | Ierland    | 4           | 2           | 0           | 2           | 64         | 82         | −18        | 1            | 9      |
| 4      | Georgië    | 4           | 1           | 0           | 3           | 50         | 111        | −61        | 1            | 5      |
| 5      | Namibië    | 4           | 0           | 0           | 4           | 30         | 212        | −182       | 0            | 0      |

| Datum               |            | Uitslag |            | Stadion              | Plaats      |
| ------------------- | ---------- | ------- | ---------- | -------------------- | ----------- |
| 7 september, 21:00  | Frankrijk  | 12–17   | Argentinië | Stade de France      | Saint-Denis |
| 9 september, 20:00  | Ierland    | 32–17   | Namibië    | Stade Chaban-Delmas  | Bordeaux    |
| 11 september, 20:00 | Argentinië | 33–3    | Georgië    | Stade Gerland        | Lyon        |
| 15 september, 21:00 | Ierland    | 14–10   | Georgië    | Stade Chaban-Delmas  | Bordeaux    |
| 16 september, 21:00 | Frankrijk  | 87–10   | Namibië    | Stadium Municipal    | Toulouse    |
| 21 september, 21:00 | Frankrijk  | 25–3    | Ierland    | Stade de France      | Saint-Denis |
| 22 september, 21:00 | Argentinië | 63–3    | Namibië    | Stade Vélodrome      | Marseille   |
| 26 september, 18:00 | Georgië    | 30–0    | Namibië    | Stade Félix Bollaert | Lens        |
| 30 september, 15:00 | Frankrijk  | 64–7    | Georgië    | Stade Vélodrome      | Marseille   |
| 30 september, 17:00 | Ierland    | 15–30   | Argentinië | Parc des Princes     | Parijs      |

## Knock-outfase
|  | kwartfinale                    | kwartfinale                     |                                 |    | halve finale               | halve finale               |    |  | finale | finale |
|  |                                |                                 |                                 |    |                            |                            |    |  |        |        |
|  | 6 oktober, 15:00 - Marseille   |                                 |                                 |    |                            |                            |    |  |        |        |
|  |                                |                                 |                                 |    |                            |                            |    |  |        |        |
|  | Australië                      | 10                              |                                 |    |                            |                            |    |  |        |        |
|  | Australië                      | 10                              | 13 oktober, 21:00 - Saint-Denis |    |                            |                            |    |  |        |        |
|  | Engeland                       | 12                              |                                 |    |                            |                            |    |  |        |        |
|  | Engeland                       | 12                              | Engeland                        | 14 |                            |                            |    |  |        |        |
|  | 6 oktober, 21:00 - Cardiff     |                                 | Engeland                        | 14 |                            |                            |    |  |        |        |
|  |                                | Frankrijk                       | 9                               |    |                            |                            |    |  |        |        |
|  | Nieuw-Zeeland                  | Frankrijk                       | 9                               | 18 |                            |                            |    |  |        |        |
|  | Nieuw-Zeeland                  |                                 | 20 oktober, 21:00 - Saint-Denis | 18 |                            |                            |    |  |        |        |
|  | Frankrijk                      | 20                              |                                 |    |                            |                            |    |  |        |        |
|  | Frankrijk                      | 20                              | Engeland                        | 6  |                            |                            |    |  |        |        |
|  | 7 oktober, 15:00 - Marseille   |                                 | Engeland                        | 6  |                            |                            |    |  |        |        |
|  |                                | Zuid-Afrika                     | 15                              |    |                            |                            |    |  |        |        |
|  | Zuid-Afrika                    | Zuid-Afrika                     | 15                              | 37 |                            |                            |    |  |        |        |
|  | Zuid-Afrika                    | 14 oktober, 21:00 - Saint-Denis |                                 | 37 |                            |                            |    |  |        |        |
|  | Fiji                           | 20                              |                                 |    |                            |                            |    |  |        |        |
|  | Fiji                           | 20                              | Zuid-Afrika                     | 37 | derde plaats               | derde plaats               |    |  |        |        |
|  | 7 oktober, 21:00 - Saint-Denis |                                 | Zuid-Afrika                     | 37 | derde plaats               | derde plaats               |    |  |        |        |
|  |                                | Argentinië                      | 13                              |    | 19 oktober, 21:00 - Parijs | 19 oktober, 21:00 - Parijs |    |  |        |        |
|  | Argentinië                     | Argentinië                      | 13                              | 19 | 19 oktober, 21:00 - Parijs | 19 oktober, 21:00 - Parijs |    |  |        |        |
|  | Argentinië                     |                                 |                                 |    |                            | Frankrijk                  | 10 |  |        |        |
|  | Schotland                      | 13                              |                                 |    |                            | Frankrijk                  | 10 |  |        |        |
|  | Schotland                      | 13                              | Argentinië                      | 34 |                            |                            |    |  |        |        |
|  |                                |                                 | Argentinië                      | 34 |                            |                            |    |  |        |        |

| 2007 Wereldkampioen rugby |
| ------------------------- |
| ZUID-AFRIKA Tweede titel  |

## Topscorers

### In punten
| Percy Montgomery        | Zuid-Afrika   | 105 pt. |
| Felipe Contepomi        | Argentinië    | 91 pt.  |
| Jonny Wilkinson         | Engeland      | 67 pt.  |
| Nick Evans              | Nieuw-Zeeland | 50 pt.  |
| Jean-Baptiste Élissalde | Frankrijk     | 47 pt.  |

### In try's
Brian Habana scoorde acht try's en evenaarde daarmee het record van Jonah Lomu.